# لويس غونزاليس (ممثل)
لويس غونزاليس هو ممثل فلبيني، ولد في 8 أغسطس 1928 في الفلبين، وتوفي بنفس المكان في 15 مارس 2012.

## وصلات خارجية
- لويس غونزاليس على موقع IMDb (الإنجليزية)
- لويس غونزاليس على موقع قاعدة بيانات الفيلم (الإنجليزية)
- لويس غونزاليس على موقع كينوبويسك (الروسية)